# Famille Odescalchi
La famille Odescalchi ou Erba Odescalchi est une noble maisonnée italienne.

## Histoire
Les Odescalchi constituent une célèbre maison italienne originaire de Côme, et présente aussi à Rome et en Hongrie. Le pape Innocent XI faisait partie de cette famille et comme unique héritier mâle perpétua la famille par l'intermédiaire de sa sœur Lucrezia qui au cours du XVIIe siècle épousa le noble milanais Alessandro Erba, contribuant à l'union des deux maisonnées en Erba'-Odescalchi. Benedetto Odescalchi eut plusieurs frères (Costantino, Nicolo, Carlo, Paolo, et Giulio et donc une sœur Lucrezia). Seul Carlo, mort en 1673, eut une descendance Paola, Giovanna et Livio lui-même mort en bas -âge (1713) mais après le décès de son oncle Benedetto. Carlo épousa une marquise d'Andujar, issue d'une famille de Grands d'Espagne installée en Italie depuis Charles Quint. La fille de Carlo, Paola Odescalchi d'Andujar épousa Giovanni Franzoni, sénateur helvétique, d'une grande famille tessinoise proche de la papauté et depuis des générations (branche comtale Franzoni du Tessin et marquisale Franzoni de Gênes). Les reliques papales échurent à la famille de Carlo Odescalchi, frère aîné de Benedetto, puis par descendance à sa fille Paola et à la famille Franzoni qui les possède toujours en 2017.

## Lignée originale
La première lignée de la famille Odescalchi a obtenu les titres de noblesse suivants : Nobles romains, Coscrits de la noblesse romaine, Patriciens milanais, Patriciens génois, Patriciens onaraires de Ferrare, Nobles de Mandonico, Nobles d'Ascoli et de Tarquinia, Princes, Princes des S.R.I., Princes de Bassano, Ducs de Sirmio avec le traitement d' Altezza Serenissima, Ducs de Bracciano, Comtes Palatins, Comtes de Piasciarelli et Seigneurs de Palo.

## Seconde lignée
La deuxième lignée de la famille Odescalchi (éteinte en 1852) a eu les titres de noblesse suivants: Nobles avec l'ajout de la particule Don et Donna. Cette branche est actuellement divisée en deux maisonnées; celle de Cajo Plinio Odescalchi (Nobles des marquis) et celle de Innocenzo Odescalchi (Nobles).

Blason Odescalchi

## Personnage célèbre
- Innocent XI
- Carlo Odescalchi, cardinal de l'Eglise catholique